# Beachhead
Beachhead is een Amerikaanse film uit 1954 van Stuart Heisler met in de hoofdrollen Tony Curtis en Frank Lovejoy.
De film is gebaseerd op de roman "I've Got Mine" uit 1945 van Richard G. Hubler en gaat over een groepje maniniers die een verkenningstocht achter de linies uitvoeren. De schrijver van de roman, Richard G. Hubler, was een kapitein in het United States Marine Corps (USMC) (korps mariniers van de VS) tijdens de Tweede Wereldoorlog.
Beachhead was een succes in de bioscopen en werd geprezen om zijn documentaire-achtige stijl. Er werd veelvuldig gewerkt met camera's die in de hand werden gehouden, waardoor de bioscoopbezoeker het idee kregen dat ze zich midden in de actie bevonden.

## Verhaal
Tijdens de Tweede Wereldoorlog is het eilandje Bougainville in de Stille Zuidzee bezet door het Japanse leger. Het Amerikaanse korps mariniers is bezig om de verschillende eilanden in de Stille Zuidzee te heroveren. Het volgende eiland dat ze gaan aanvallen in Bougainville en hierbij krijgen ze hulp van bewoners van het eiland. De Franse plantage-eigenaar Bouchard heeft via de radio allerlei informatie over de strandverdediging en mijnenvelden doorgegeven. Sergeant Fletcher krijgt opdracht een verkenningseenheid samen te stellen en te controleren of de informatie van Bouchard betrouwbaar is. Samen met zijn mannen, Burke, Reynolds en Biggerman gaat hij op weg. De vier zijn de enige overgebleven maanschappen van het peloton dat bij de landing bij Guadalcanal vrijwel werd uitgeschakeld. Al snel stuiten ze op een groepje Japanse soldaten die zwemmen in de rivier. In de daarop volgende schietpartij schakelen ze enkele Japanners uit en verliezen Biggerman, die een granaat in een tank probeert te werpen. De nacht valt en drie overgebleven mariniers graven zich in om de Japanse versterkingen in een hinderlaag te lokken. Ze worden echter ontdekt en beschoten. Als Burke in gevecht raakt met een Japanse sluipschutter komt Reynolds hem helpen. In het volgende gevecht sneuvelt Reynolds, maar de Japanners worden verdreven.
Burke en Fletcher trekken verder en bereiken de plantage waar Bouchard woont met zijn dochter Nina. Ze zien dat de informatie van Bouchard betrouwbaar is en willen dit doorgeven aan hun hoofdkwartier. Hiervoor moeten ze een Japanse radiohut gebruiken. Bouchard verzekert hen dat de hut nauwelijks wordt bewaakt en dat hij tot nu toe zonder problemen de radio kon gebruiken. Maar de Japanners zijn wantrouwig geworden en hebben boobytraps geplaatst in de hut. Als Fletcher en Burke merken dat ze zijn omsingeld lokken ze de Japanners in de hut en blazen die op. Samen met Bouchard en Nina vluchten de mariniers de jungle in. Ze besluiten naar het rendezvouspunt te gaan en de informatie direct over te brengen. Terwijl Burke en Bouchard de route verkennen, praat Nina met Fletcher. De sergeant is oorlogsmoe en verward door de dood van zijn mannen. Later komen Burke en Bouchard terug met een inheemse bewoner van het eiland. De man leidt hen naar de rivier en geeft ze een kano. Een tijdje gaat alles goed en tussen Burke en Nina begint een romance te ontstaan. Dan horen ze plotseling het geluid van een Japanse patrouilleboot. Halsoverkop vlucht het gezelschap de jungle weer in. Nina valt en bezeert haar enkel, maar ze moet doorlopen, want de Japanse soldaten van de boot hebben de achtervolging ingezet. Na enige tijd zegt Bouchard dat ze het rendezvouspunt nooit op tijd zullen bereiken, althans niet met gekwetste Nina. Als Fletcher zegt dat Burke alleen verder moet gaan, komt de laatste in opstand. Hij is verliefd op het meisje en wil haar niet achterlaten. Voor hij meer kan zeggen, klinkt een schot en zakt Bouchard in elkaar, dood. Fletcher stuurt Burke en Nina weg en probeert de Japanse sluipschutter te vinden. Door het geweervuur van de Japanner uit te lokken, weet hij hem te lokaliseren en doden. Hij gaat Burke en Nina achterna en achterhaalt de twee die net wat uitrusten. Fletcher is woedend omdat er geen tijd is voor rust, er staan te veel levens op het spel. Snel gaan ze verder en ze naderen een pier met daarbij de wachtende Amerikaanse boot. Als ze de pier naderen, worden ze beschoten door een Japans schip. De Amerikaanse boot wordt aan stukken gereten. Uiteindelijk slaagt Burke er in om met een handgranaat de lekkende olie op het water in brand te steken en zo het Japanse schip op te blazen. Terwijl Nina en de twee mariniers uitgeput wachten tot de Japanse soldaten hen gevangen gaan nemen, arriveert een eenheid mariniers in een andere boot. Fletcher geeft hun de informatie van Bouchard en Nina wordt geëvacueerd met de boot. Voordat ze vertrekt, belooft Burke dat ze elkaar snel weer zullen zien. Samen met Fletcher voegt hij zich vervolgens bij de eenheid mariniers, klaar om het eiland aan te vallen.

## Rolverdeling
| Acteur        | Personage         |
| ------------- | ----------------- |
| Tony Curtis   | Burke             |
| Frank Lovejoy | Sergeant Fletcher |
| Mary Murphy   | Nina Bouchard     |
| Eduard Franz  | Bouchard          |
| Skip Homeier  | Reynolds          |
| John Doucette | majoor Scott      |
| Alan Wells    | Biggerman         |

## Achtergrond
De film werd gemaakt voor een relatief laag budget van 450.000 dollar. Er werd voornamelijk gefilmd op locatie op Hawaï waarbij gebruik werd gemaakt van de plaatselijke bevolking voor verschillende rollen. Ook de Japanners in de film kwam uit Hawaï. Aanvullende opnames werden gemaakt in de Los Angeles County Arboretum & Botanic Garden. Aanvankelijk wilde het US marine Corps geen medewerking verlenen omdat de helft van de Amerikaanse mariniers sneuvelt in de film. Nadat de producenten het Pentagon bezochten en spraken met hoge vertegenwoordigers van de strijdkrachten kregen ze uiteindelijk wel steun van de marine, kustwacht en de nationale garde van Hawaï. Voor Tony Curtis was de film niet gemakkelijk. Het deed hem te veel denken aan zijn eigen tijd bij de marine, waar hij tijdens de Tweede Wereldoorlog diende als matroos op een onderzeeboot. Regisseur Heisler en zijn cinematograaf Avil filmden  Beachhead in een documentaireachtige stijl waarbij ze de camera van het statief haalden en mee lieten bewegen met de actie. In de film ziet het publiek alles vanuit het gezichtspunt van de soldaten, met ruwe camerabewegingen en het soms abrupt wegvallen van het beeld. In de jaren zestig zou diezelfde stijl weer te zien zijn bij de nieuwsrapportagens uit de Vietnamoorlog.